# Barrel of a Gun
Barrel of a Gun is een nummer van de Britse synthpopband Depeche Mode uit 1997. Het is de eerste single van hun negende studioalbum Ultra.
Het nummer werd in veel Europese landen een grote hit. In het Verenigd Koninkrijk wist het de 4e positie te behalen. In Nederland had het nummer met een 2e positie in de Tipparade iets minder succes, in de Vlaamse Ultratop 50 werd een bescheiden 37e positie behaald.